# NGC 2753
NGC 2753 je galaksija u zviježđu Raku.

## Vanjske poveznice
- SEDS: NGC 2753